# Iglesia de Santa María la Nueva (Noya)
La iglesia de Santa María la Nueva (en gallego Santa María a Nova) es uno de los monumentos religiosos e históricos más representativos de la villa de Noya. Se trata de una iglesia construida en 1327 sobre otra más antigua (del siglo XII), en el centro del cementerio histórico de la ciudad. Posee una muestra de laudas sepulcrales que datan entre los siglos XIV al XIX. Fue declarada monumento histórico artístico en 1973 y no posee culto, estando dedicada a museo.

## Descripción
Fue construida por el arzobispo santiagués Berenguel de Landoria (1262-1330), de origen francés, en estilo gótico marinero con influencia del románico, sobre otra iglesia anterior del siglo XII. Esto puede explicar la denominación de Santa María a Nova ("La Nueva"), mostrando la existencia de una Santa María a Vella ("La Vieja") previa. Tiene una sola nave con tejado de madera sobre arcos apuntados que la dividen en cuatro tramos. En cabeza, la capilla mayor, cuadrangular, con bóveda de cañón. En el lado del Evangelio, a la izquierda, la capilla de los Carneiro, o de San Pedro, con una bóveda en forma de concha de vieira.

### Exterior
En el exterior, destaca el tímpano de la puerta principal, que conserva restos de la policromía original. En el tímpano se representa la Adoración de los Reyes. Se encuentra a la derecha de la Virgen, y a la izquierda está la imagen del obispo Landoira arrodillado y, tras de él, San José. En 1817 se construyó un pequeño pórtico protegiendo la entrada.
En el centro de la fachada encontramos un rosetón gótico y, sobre este, una pequeña espadaña.

### Interior

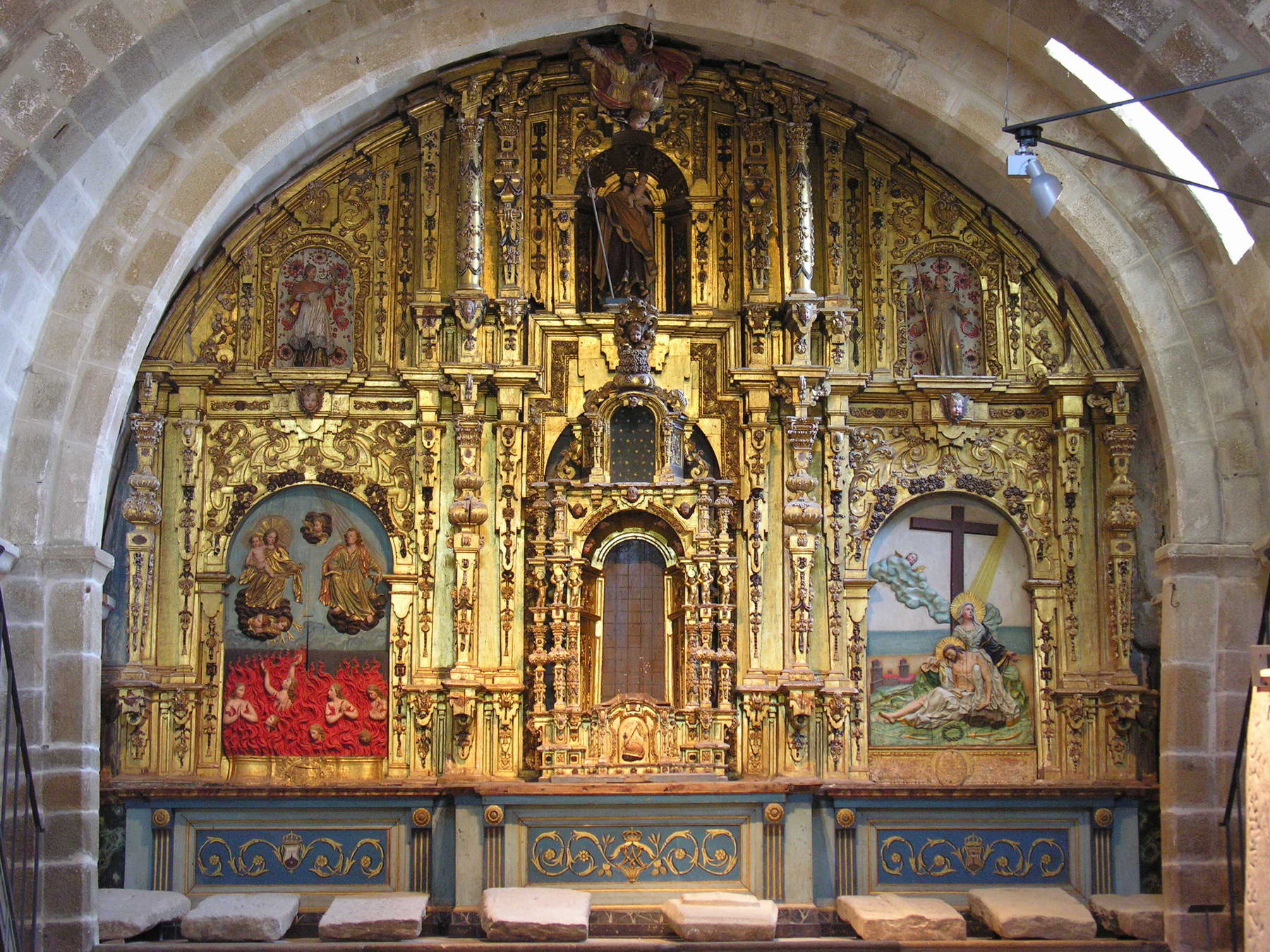
Retablo

En el altar mayor destaca un retablo barroco, de 1760, en el que se muestra, a la izquierda, la imagen de la Virgen del Carmen sacando las ánimas del purgatorio y, a la derecha, la Quinta Angustia.
Al lado del altar mayor hay un pequeño espacio en el que antiguamente se encontraba la sacristía y en el que ahora se exponen algunas lápidas y, en una fornela (cenicero), la parte superior de un crucero.

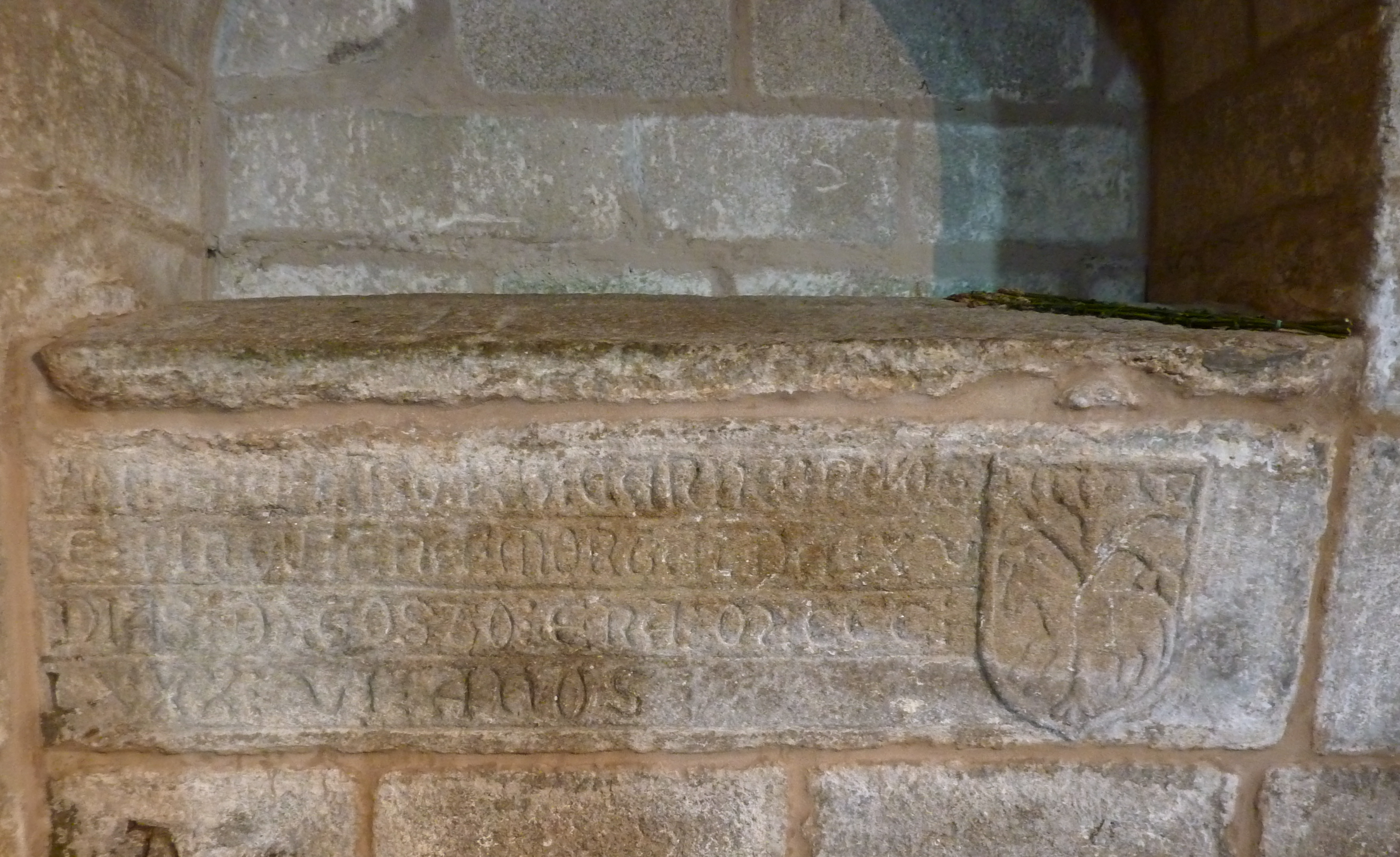
Sepulcro de Álvaro Paz

La capilla plateresca de los Carneiro fue construida en 1575 por Pedro de Cereceda. Contiene dos sarcófagos, cada uno bajo un arco. Uno es del fundador, Pero Carneiro, y otro de Álvaro Paz Carneiro. En el del primero, se observa su figura esculpida. Fue un mercader que llegó a alcalde de la villa de Noia. Prestó dinero al cardenal y arzobispo compostelano Gaspar de Abalos (1542-1545) cuando este estaba en Génova. El sepulcro de Álvaro Paz, fallecido por la peste en 1348, carece de figura.
En el suelo de la capilla hay tres laudas con escudos heráldicos labrados, muy desgastados.
En el frontispicio de esta capilla están labrados los bustos de San Pedro y San Paulo. Una inscripción da cuenta de la construcción.
En entrada de la iglesia se encuentra bautismal del siglo XV.

## El cementerio y el museo

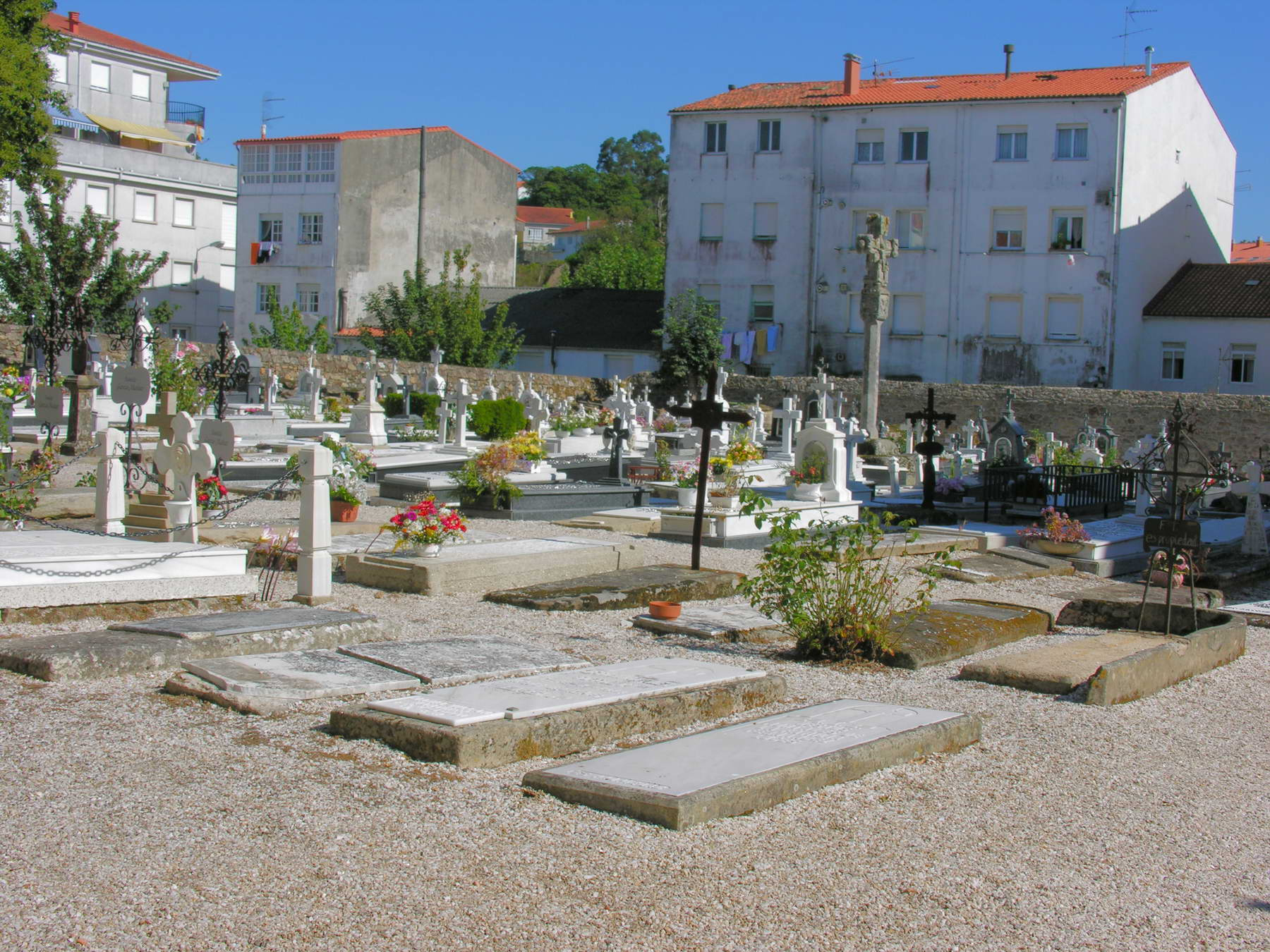
Vista general de la parte sur del cementerio. Se pueden observar algunas laudas de piedra antiguas, algunas reaprovechadas con placas de mármol

El cementerio rodea la iglesia, dividiéndose así en dos zonas, la norte y la sur. En la parte norte se encuentra el Cristo del Humilladoiro, un crucero del siglo XVI, bajo un baldaquino. La cúpula del baldaquino tiene forma piramidal y tiene dos relevos, uno con las cuatro fases de la luna y otro con una escena de caza en la que un animal herido huye de perros. Castelao lo dibujó en su obra As cruces de pedra na Galiza .
En el cementerio de la iglesia se impartía justicia hasta el año 1517, fecha en la que las autoridades eclesiásticas lo prohibieron.
En la parte sur hay otro crucero gótico del siglo XVI, donado por Lope de Buya.
El número total de laudas que se conservan parece superar los quinientos, aunque sólo una pequeña parte están recuperadas y expuestas al público. En las paredes de la iglesia hay sillares con las herramientas de trabajo que identifican las laudas gremiales.
Las más antiguas son las laudas gremiales, de entre los siglos XIV y XVI, en cuya superficie se observan relieves con símbolos o artilugios que identifican la profesión de la persona enterrada (carniceros, curtidores, sastres, canteros, carpinteros o marineros, entre otros). Otras muestran símbolos familiares o marcas que representan de forma simbólica el nombre de la familia a la que pertenecían. Estos signos lapidarios se utilizaban habitualmente por los canteros para identificar los perpiaños que ellos labraban. 
Otras laudas muestran figuras humanas esquematizadas.
Más modernas son las laudas nobiliarias, de los siglos XVII al XIX, en las que ya se representan escudos heráldicos o estatuas yacentes.
Además de las laudas, se conservan sarcófagos completos, algunos en arcos abiertos en el muro de la iglesia.

## Museo de las Laudas
La colección de laudas existentes en la iglesia de Santa María está considerada como la colección de laudas medievales más importante del mundo. El ayuntamiento de Noya manifestó en 2009 la intención de comprar el edificio de la Casa de la Cultura, propiedad de la Fundación Blanco Monroy, y de un terreno adyacente que permitiría la comunicación con el espacio del cementerio y, así, asegurar una continuidad en la exposición de laudas. Actualmente se están considerando también otras opciones.